# Loch Etchachan
Loch Etchachan ist ein Süßwassersee am Westrand der schottischen Council Area Aberdeenshire. Er liegt in den Cairngorm Mountains jeweils etwa 17 Kilometer südöstlich von Aviemore beziehungsweise nordwestlich von Braemar. Der größere Loch Avon befindet sich etwa 1,5 Kilometer nördlich. Seine Ufer sind unbesiedelt. Sein Name leitet sich möglicherweise von gälisch Eiteach für „verbranntes Heidekraut“ ab, wobei verbrannt auch im Sinne von erfroren stehen kann.

## Beschreibung
Der See liegt auf einer Höhe von 927 Metern über dem Meeresspiegel. Der Loch Etchachan weist eine maximale Länge von 730 Metern bei einer maximalen Breite von 430 Metern auf, woraus sich eine Fläche von 26 Hektar und ein Umfang von zwei Kilometern ergeben. Der flache See besitzt ein Volumen von 2.025.352 Kilolitern. Sein Einzugsgebiet beträgt 181 Hektar. Loch Etchachan besitzt eine durchschnittliche Tiefe von nur 7,9 Metern. Am Ostufer fließt der Derry Burn ab, der sich wenige Meter jenseits des Abflusses zum Little Loch Etchachan erweitert. Der Derry Burn mündet in das Lui Water, das über den Dee in die Nordsee entwässert. Zwei Bergbäche speisen den Loch Avon.
In den zentralen Cairngorms gelegen, steigen die Uferbereiche meist steil an. Im Nordwesten erhebt sich der 1120 Meter hohe Carn Etchachan, der sich zum Ben Macdui, dem zweithöchsten Berg des Vereinigten Königreichs, vor dem Südwestufer fortsetzt. Über den Carn Etchachan verläuft die Grenze zwischen Aberdeenshire und der benachbarten Council Area Moray. Im Südosten befindet sich der 1106 Meter hohe Creagan a’ Choire Etchachan.